# Hyposerica maculata
Hyposerica maculata är en skalbaggsart som beskrevs av Frey 1964. Hyposerica maculata ingår i släktet Hyposerica och familjen Melolonthidae.
Artens utbredningsområde är Madagaskar. Inga underarter finns listade i Catalogue of Life.